# The Holographic Principle
The Holographic Principle — седьмой студийный альбом нидерландской симфоник-метал-группы Epica. Его выход состоялся 30 сентября 2016 года на лейбле Nuclear Blast. Запись альбома началась в январе 2016 года. Продюсированием альбома занимался Йост ван ден Брук, сведением — Якоб Хансен, обложка создана Штефаном Хайлеманом. Все трое работали над предыдущим альбомом группы The Quantum Enigma. Презентация альбома прошла 1 октября 2016 года в Тилбурге, Нидерланды, в рамках основанного Epica фестиваля Epic Metal Fest. Альбом содержит 12 композиций, рассказывающих о недалеком будущем, в котором виртуальная реальность становится неотличимой от известной людям действительности.

## История
Epica начала сочинять песни для седьмого студийного альбома во время гастрольного тура в поддержку предыдущего диска The Quantum Enigma. Гитарист группы Исаак Делахайе сообщил в интервью проекту Toazted во время фестиваля FortaRock 5 июня 2015 года, что на тот момент у него уже были готовы три песни и отложено большое количество материала.
К середине сентября количество написанных песен возросло до 25. По словам Марка Янсена, группе оставалось проработать только вокал, после чего должны были последовать запись демоверсии, репетиции и окончательная запись альбома. Он отметил высокое качество сочинённого материала, в связи с чем группа столкнулась со сложностями при формировании финальной версии трек-листа, и выразил сожаление возможной перспективой трёхлетнего ожидания релиза неиспользованных композиций, потому что сам он был готов выпустить все песни сразу. Отбор песен проходил при участии продюсера группы Йоста ван ден Брука.
Запись альбома началась в январе 2016 года в студии Sandlane Recording Facilities, в нидерландском городе Рейен. 25 января в одном из интервью басист Роб ван дер Лоо сообщил, что уже записаны ударные, бас и ритм-гитара, и Epica готовится к записи оркестра и хора, которые в этот раз представлены бо́льшим количеством музыкантов по сравнению с предыдущим альбомом группы. Во время записи были применены новые настройки оборудования, что сделало звук альбома несколько более агрессивным, чем это было на The Quantum Enigma.
Во время австралийской части тура Марк Янсен принял участие в радиопередаче мельбурнской станции SYN 90.7, где рассказал, что запись альбома подходит к концу. На тот момент записывались струнные инструменты, на очереди были хор и духовые инструменты, после чего оставались только вокал Симоны Симонс и гроулинг Янсена. Как и ван дер Лоо, Янсен обратил внимание на расширенный по сравнению с предыдущим альбомом состав оркестра. Отличие заключалось в том, что впервые группа наняла секцию духовых инструментов. Ранее эта задача решалась при помощи программных семплов.
Название альбома Epica объявила 31 мая 2016 года. Указанная тогда же дата релиза, 1 октября 2016 года, позднее была исправлена на 30 сентября. 1 октября состоялась презентация альбома в нидерландском городе Тилбург в рамках основанного Epica фестиваля Epic Metal Fest. В течение недели на сайте группы и на её страницах в социальных сетях была опубликована обложка альбома. Её создал художник Штефан Хайлеман. Спустя ещё две недели музыканты поделились концепцией альбома и представили список композиций, в который вошло 12 песен.

## Концепция
The Holographic Principle посвящён такому варианту недалекого будущего, в котором виртуальная реальность сделает возможным создание вымышленных миров, неотличимых от известной людям действительности. Как следствие, станет актуальным вопрос о том, не является ли существующий реальный мир, в свою очередь, виртуальным, или голограммой. По замыслу Марка Янсена, The Holographic Principle побудит слушателей к переосмыслению того, что принимается ими на веру, и подготовит к грядущим кардинальным переменам в науке.

## Список композиций
| №                   | Название                                                          | Длительность |
| ------------------- | ----------------------------------------------------------------- | ------------ |
| 1.                  | «Eidola»                                                          | 2:39         |
| 2.                  | «Edge of the Blade»                                               | 4:34         |
| 3.                  | «A Phantasmic Parade»                                             | 4:36         |
| 4.                  | «Universal Death Squad»                                           | 6:38         |
| 5.                  | «Divide and Conquer»                                              | 7:48         |
| 6.                  | «Beyond the Matrix»                                               | 6:26         |
| 7.                  | «Once Upon a Nightmare»                                           | 7:08         |
| 8.                  | «The Cosmic Algorithm»                                            | 4:54         |
| 9.                  | «Ascension» (Dream State Armageddon)                              | 5:16         |
| 10.                 | «Dancing in a Hurricane»                                          | 5:26         |
| 11.                 | «Tear Down Your Walls»                                            | 5:03         |
| 12.                 | «The Holographic Principle» (A Profound Understanding of Reality) | 11:35        |
| Общая длительность: | Общая длительность:                                               | 72:03        |

Бонусные треки
| №  | Название                              | Длительность |
| -- | ------------------------------------- | ------------ |
| 1. | «Immortal Melancholy» (Japan Edition) | 3:15         |
| 2. | «Fight Your Demons» (CD-сингл)        | 4:29         |

## Позиции в чартах
| Страна             | Высшая позиция | И.     |
| ------------------ | -------------- | ------ |
| Австралия          | 46             | [ 12 ] |
| Австрия            | 21             | [ 13 ] |
| Бельгия (Валлония) | 24             | [ 12 ] |
| Бельгия (Фландрия) | 12             | [ 12 ] |
| Великобритания     | 46             | [ 14 ] |
| Венгрия            | 21             | [ 15 ] |
| Германия           | 9              | [ 12 ] |
| Испания            | 32             | [ 16 ] |
| Италия             | 26             | [ 17 ] |
| Нидерланды         | 4              | [ 12 ] |
| Португалия         | 25             | [ 12 ] |
| США                | 139            | [ 18 ] |
| Финляндия          | 26             | [ 12 ] |
| Франция            | 26             | [ 12 ] |
| Швейцария          | 8              | [ 12 ] |
| Шотландия          | 27             | [ 19 ] |

## Участники записи
Epica
- Симона Симонс (нидерл. Simone Simons) — ведущий вокал
- Марк Янсен (нидерл. Mark Jansen) — ритм-гитара, гроулинг, скриминг
- Исак Делахайе (нидерл. Isaac Delahaye) — лид-гитара
- Кун Янссен (нидерл. Coen Janssen) — синтезатор, фортепиано
- Роб ван дер Ло (нидерл. Rob van der Loo) — бас
- Арин Ван Весенбек (нидерл. Ariën van Weesenbeek) — ударные, гроулинг

Бэк-вокал
- Linda Janssen, Марсела Бовио — backing vocals (все треки)
- Cato Janssen — детский голос (track 1)
- Paul Babikian — голос короля эльфов (track 7)

Камерный хор
- Chamber Choir PA’dam (нид. kamerkoor PA’dam, рус. «камерный хор города Амстердама»)[20]

Дирижёр — Maria van Nieukerken.
Симфонический оркестр (струнная секция)
группа смычковых:
- Ben Mathot, Ian De Jong, Sabine Poiesz, Floortje Beljon, Loes Dooren, Vera Van Der Bie, Marieke De Bruijn — скрипка
- Mark Mulder, Frank Goossens — альт
- René Van Munster, Geneviève Verhage, Eilidh Martin — виолончель

группа щипковых:
- Jack Pisters — ситар
- Исак Делахайе — мандолина, балалайка, бузуки, укулеле

Симфонический оркестр (духовая секция)
группа медных духовых:
- Jurgen Van Nijnatten, Marnix Coster — труба
- Paul Langerman, Lennart De Winter — тромбон
- Henk Veldt, Alex Thyssen — валторна

группа деревянных духовых:
- Thijs Dapper — гобой и гобой д’амур
- Jeroen Goossens — флейта, флейта-пикколо и фагот

Перкуссия
- Кун Янссен — колокольчики, дополнительные оркестровые колокола, ксилофон
- Арин Ван Весенбек — литавры

Технический персонал и оформление
- Йост ван ден Брук (нидерл. Joost van den Broek) — продюсер
- Якоб Хансен (дат. Jacob Hansen) — сведение
- Штефан Хайлеман (нем. Stephan Heilemann) — обложка